# Verteiler (Feuerwehr)

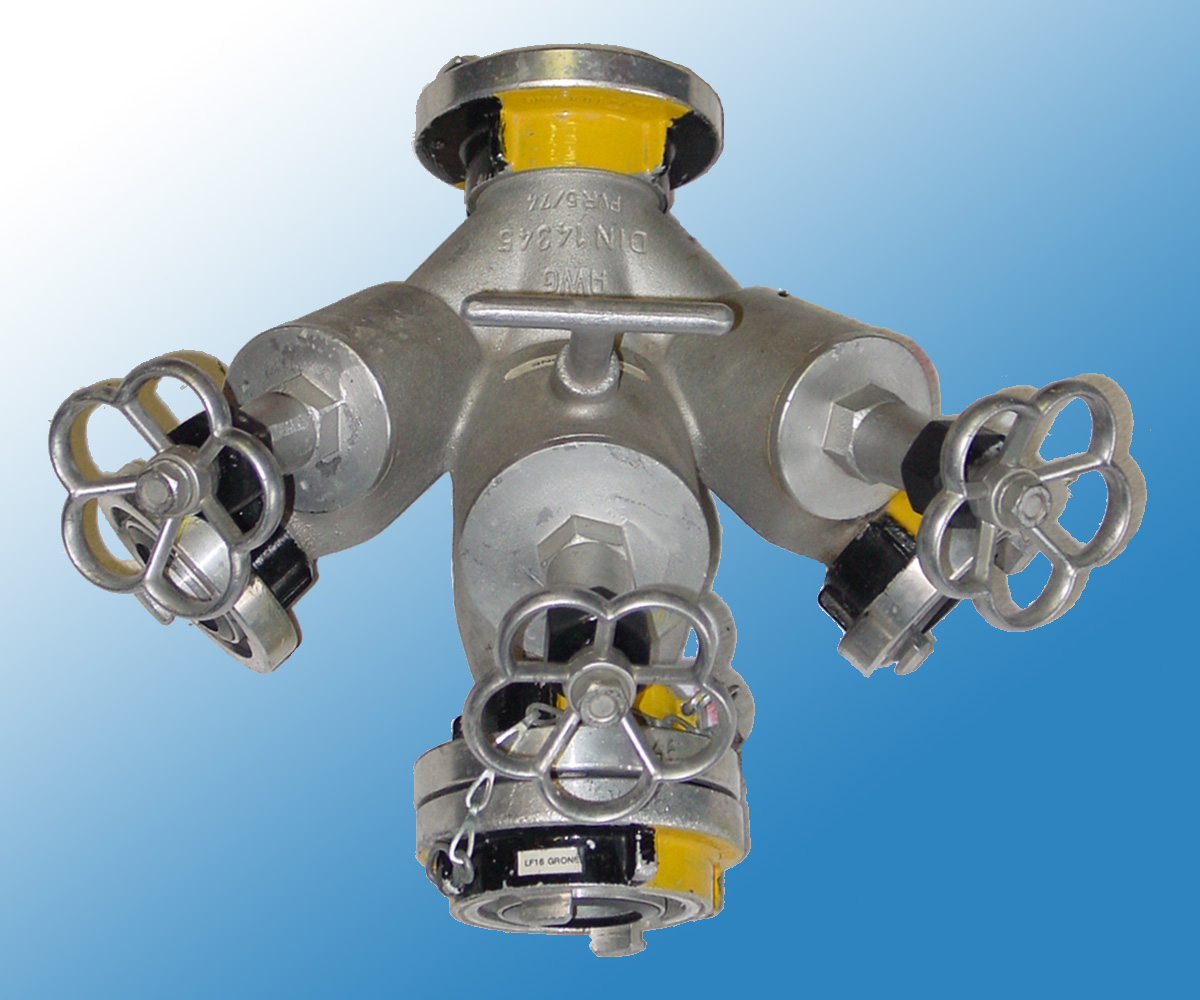
Verteiler und Übergangsstück

Der Verteiler ist bei der Feuerwehr eine wasserführende Armatur der Wasserfortleitung. Sie dient dem Verteilen des Löschmittels von einer Zuleitung auf mehrere Schlauchleitungen oder in Sonderfällen auch dem Sammeln von Löschwasserströmen aus mehreren Leitungen.

## Deutschland
Es gibt drei Arten von Verteilern: Der B-CBC-Verteiler, der C-DCD-Verteiler und der 2xB-CBC Verteiler, wobei der B-CBC-Verteiler deutlich häufiger verwendet wird.
Der Verteiler besteht aus einem Gehäuse mit Festkupplungen und einem Absperrorgan für jeden Abgang in Form von Niederschraubventilen oder Kugelhahn. Zusätzlich kann am B-CBC ein BC-Übergangsstück mit einer Kette am Verteiler befestigt sein (in Österreich nicht üblich). Somit ist es möglich, den Löschmittelstrom aus einer B-Schlauchleitung auf 3 C- oder 2 C- und 1 B-Schlauchleitungen zu verteilen.
Ein B-CBC-Verteiler wiegt mit bis zu 6,6 kg mehr als doppelt so viel wie ein C-DCD-Verteiler. Bei einem Druck von 16 bar in Strömungsrichtung oder von 6 bar gegen die Strömungsrichtung (nicht ratsam, da die Ventilteller abreißen können) sind die Absperrorgane noch leicht beweglich und schließen dicht ab. Das Gehäuse selbst muss einem Innendruck von 25 bar standhalten können.
Um eine problemlose Bedienung des Verteilers zu gewährleisten, gibt es eine in Deutschland festgelegte Reihenfolge für das Anschließen von Schlauchleitungen an den Verteiler (alle Angaben in der Richtung des Wasserstroms):
- C-Rohre: 1. Rohr links, 2. Rohr rechts, 3. Rohr Mitte
- B-Rohre: Mitte
- Schaumrohr: Mitte

Auch können weitere Sonderrohre wie Hydroschild oder eine B-Zuleitung zur DLK in der Mitte des Verteilers angeschlossen werden.
Als Arbeitserleichterung lässt sich aus dem Verteiler durch Einkuppeln des Stützkrümmers und einem B-Rohr ein Wasserringmonitor aufbauen. Zur Stabilisierung wird ein C-Druckschlauch zwischen den beiden C-Abgängen gekuppelt und geflutet. Das bewegliche Knaggenteil des Stützkrümmers ermöglicht ein gewisses Ausrichten des Strahlrohres. Hersteller weisen aber darauf hin, dass es sich dabei um einen nicht bestimmungsgemäßen Gebrauch handelt, da die Durchflussrichtung nicht beachtet und zwei Festkupplungen zusammen gekuppelt werden.

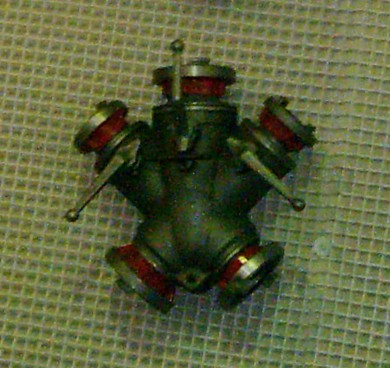
2B C-B-C Verteiler

Der 2-B-Verteiler ist eine Innovation aus den neuen Bundesländern und wird dort seit mehreren Jahrzehnten (auch schon zu DDR-Zeiten) eingesetzt. Die Wassereinspeisung ist über zwei B-Eingänge möglich, welche durch ein Sammelstück verbunden sind. Die Wasserabgabe erfolgt wie bei handelsüblichen Armaturen über CBC-Abgänge. Diese Form des Verteilers ermöglicht bei z. B. Brandeinsätzen eine ununterbrochene Wasserversorgung der einzelnen Trupps.

## Schweiz
In der Schweiz wird der Verteiler „Teilstück“ genannt, ist aber im Aufbau analog zu der Armatur aus Deutschland. Die Bedeutung des Teilstücks im Schweizer Feuerwehrwesen ist geringer als im deutschen, da Brände auch im Innenangriff mit formfesten Schnellangriffsleitungen bekämpft werden.
Die Anschlussfolge unterscheidet sich von der deutschen insofern, als die C-Kupplungen von links nach rechts nummeriert werden, also 1-2-3 statt 1-3-2. Zusätzlich werden die abgehenden Rohre anhand der zugehörigen Zuleitung nummeriert. Hat die Zuleitung also die Nummer 10, gehen vom Verteiler die Rohre 11, 12 und 13 (von links nach rechts ab).